# Airaphilus montisatri
Airaphilus montisatri là một loài bọ cánh cứng trong họ Silvanidae. Loài này được Peyerimhoff miêu tả khoa học năm 1931.